# مجموعة (جدول دوري)

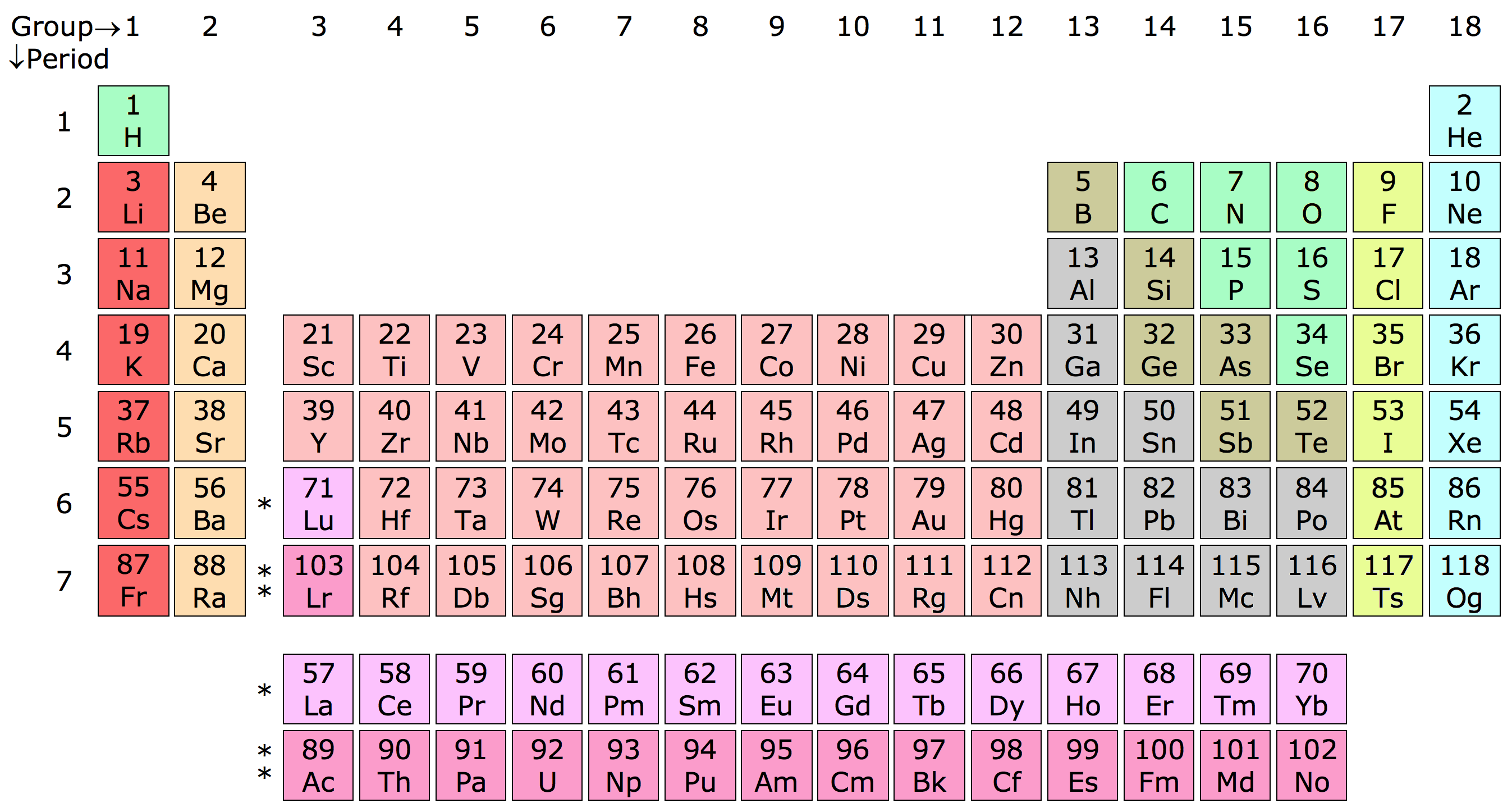

مجموعة الجدول الدوري هي أي من الأعمدة الرأسية في الجدول الدوري للعناصر. ويوجد 18 مجموعة في الجدول الدوري القياسي.
وليس من المصادفة أن يكون هناك تماثل بين بعض هذه المجموعات والسلاسل الكيميائية: فإن الجدول الدوري أنشئ في الأساس لتنظيم السلاسل الكيميائية في شكل منظم.
والتفسيرات الحديثة لكيفية ترتيب الجدول الدوري تنص على أن العناصر في كل مجموعة لها تركيب متماثل في غلاف الإلكترونات الخارجى لذرات تلك العناصر. وحيث ان معظم الخصائص الكيميائية تعتمد على هذا الغلاف، فإن هذا يعطى عناصر المجموعة الواحدة خواص فيزيائية وكيميائية متماثلة.

## أرقام المجموعات
هناك ثلاثة أنظمة لترقيم المجموعات الأول باستخدام الأرقام العربية، والثاني باستخدام الأرقام رومانية، والثالث عبارة عن مزج بين الأرقام الرومانية والحروف اللاتينية. وقد تم اختيار الترقيم العربى من قبل الاتحاد الدولي للكيمياء والكيمياء التطبيقية (IUPAC). وقد تم تطوير هذا النظام المقترح من IUPAC ليحل محل الأرقام الرومانية حيث أنها قد تسبب الالتباس نظرا لأنها تستخدم نفس الأسماء لمعان مختلفة.
وقد كان هناك كم كبير من الحيرة بين في الأنظمة القديمة لكل من (IUPAC) و(CAS) عند دمج استخدام الترقيم الروماني مع الحروف. وذلك لأنه في النظام القديم عند (IUPAC) كان يتم استخدام الحروف A و B لمجموعة العناصر الأساسية (A) والجزء الأيمن من الجدول (B)، بينما كان نظام (CAS) يستخدم الحروف A و B لمجموعة العناصر الأساسية (A) العناصر الانتقالية(B). وقد كان النظام الأول يستخدم في أوروبا والأخير يستخدم في أمريكا. وعلى هذا فقد تم عمل نظام جديد (IUPAC) لاستبدال النظامين وذلك لأنهم يستخدمون نفس التسميات بمعاني مختلفة.
وتكون مجموعات الجدول الدوري كما يلي (وبين الأقواس يوجد النظامين القديمين الأوربى والأمريكي) :
- المجموعة 1 (IA,IA) : فلزات قلوية
- المجموعة 2 (IIA,IIA) : فلزات قلويات ترابية
- المجموعة 3 (IIIA,IIIB)
- المجموعة 4 (IVA,IVAB)
- المجموعة 5 (VA,VB)
- المجموعة 6 (VIA,VIB)
- المجموعة 7 (VIIA,VIIB)
- المجموعة 8 (VIII)
- المجموعة 9 (VIII)
- المجموعة 10 (VIII)
- المجموعة 11 (IB,IB) : معادن العملات
- المجموعة 12 (IIB,IIB)
- المجموعة 13 (IIIB,IIIA) : مجموعة البورن
- المجموعة 14 (IVB,IVA) : مجموعة الكربون
- المجموعة 15 (VB,VA) : مجموعة النيكتوجين (وهذا الاسم لم توافق عليه IUPAC) أو مجموعة النيتروجين
- المجموعة 16 (VIB,VIA) : مجموعة كالوجين
- المجموعة 17 (VIIB,VIIA) : مجموعة الهالوجينات
- المجموعة 18 (المجموعة صفر) : مجموعة الغازات النبيلة